# Sturnira perla
Sturnira perla — вид родини листконосових (Phyllostomidae), ссавець ряду лиликоподібних (Vespertilioniformes, seu Chiroptera).

## Опис
Sturnira perla, новий вид, описаний тут, діагностується як самостійна філогенетична лінія в гіпотезі, отриманої з мітохондріальної послідовності і показує прийнятну відстань в термінах генетичної дивергенції. В цілому, цей новий вид характеризується сферичним черепом, помітно круглим і міцним, з явно вигнутими вилицями. 

## Середовище проживання
Відомий тільки з тропічних низинних дощових лісів Чоко (ісп. co for) в Еквадорі. Можливо поширюється на колумбійські Чоко. Був виявлений недалеко від прибережної рівнині (35 м) і до 220 м. 

## Назва
лат. Perla — «перлина». Образно кажучи, perla означає щось дуже цінне. Термін також є метафорою кульової форми черепа цього виду і в честь ісп. Bosque Protector La Perla, місцевості, де більшість зразків були знайдені.